# Novática
Novática es una revista de informática, de periodicidad trimestral, creada en 1975 y decana de las publicaciones informáticas españolas que se editan en la actualidad.  Desde el año 2013 se publica solamente en versión digital. Incluida en distintos catálogos e índices, nacionales e internacionales, de publicaciones técnicas y científicas. La publica en España  ATI (Asociación de Técnicos de Informática). Hasta julio de 2015 se han publicado más de 230 números. 
La revista se publica en español, aunque algunos números se hacen en inglés de forma excepcional y en ella pueden encontrarse testimonios de la evolución del sector de las Tecnologías de la información y la comunicación (TIC) y de la profesión informática, no sólo a nivel local sino también mundial. Las perspectivas son múltiples, destacando la científico-técnica, la social y la profesional.
Su estructura habitual consiste en un editorial, que expresa la opinión oficial de ATI sobre asuntos de actualidad del sector, una monografía sobre un tema de interés y artículos encuadrados en una de sus numerosas Secciones Técnicas o en la sección Sociedad de la Información. Todos los artículos son objeto de revisión previa por iguales (peer review) para asegurar su calidad. A las traducciones y a la terminología se les presta una atención especial.
Aunque la totalidad de la revista está reservada a los socios de ATI, están accesibles para todo el público  (enlace roto disponible en Internet Archive; véase el historial, la primera versión y la última). algunos artículos, las denominadas «Secciones Técnicas» y algunos números completos, dada su relevancia social.

## Números completos con acceso libre
- Número 199: Software libre para empresas .
- Número 231: Las mujeres en la profesión informática: historia, actualidad y retos para el futuro .
- Número 232: Accesibilidad en la web: tendencias de futuro.

## Premios Novática
Cada año, desde 2006, un jurado especializado otorga el Premio Novática al mejor artículo publicado durante el año anterior, siendo el correspondiente al 2014 Retos de los juegos educativos, del que son autores Baltasar Fernández-Manjón, Pablo Moreno-Ger, Ivan Martínez-Ortiz y Manuel Freire .
- 2005: Jörg Roth: El problema de la masa crítica de las redes ad hoc móviles .
- 2006: Roberto di Cosmo: Las publicaciones científicas: el papel de los Estados en la era de las TIC .
- 2007: Ricardo Baeza-Yates, Paolo Boldi y José María Gómez Hidalgo: Recuperación de información con adversario en la Web .
- 2008:  Daniel Livingstone y Jeremy Kemp: Integrando entornos de aprendizaje basados en Web y 3D: Second Life y Moodle se encuentran .
- 2010:  Emilio José Rodríguez Posada: AVBOT: Detección y corrección de vandalismos en Wikipedia .
- 2011: Marina Zapater Sancho, Patricia Arroba García, José Manuel Moya Fernández y Zorana Bankovic: Eficiencia energética en centros de proceso de datos: Investigación y realidad práctica .
- 2012: José María Gómez Hidalgo y Andrés Alfonso Caurcel Díaz: Avances tecnológicos en la protección del menor en redes sociales .
- 2013: Xavier Molero: NIAC: una máquina y un tiempo por redescubrir .
- 2014: Baltasar Fernández-Manjón, Pablo Moreno-Ger, Ivan Martínez-Ortiz y Manuel Freire: Retos de los juegos educativos .